# Korpberget (naturreservat, Norrköpings kommun)
För andra betydelser, se Korpbergets naturreservat.
Korpberget är ett naturreservat i Norrköpings kommun i Östergötlands län.
Området är naturskyddat sedan 2017 och är 33 hektar stort. Reservatet ligger på södra Vikbolandet och omfattar en sydsluttning mot Slätbaken. Reservatet består av gammal hällmarkstallskog med inslag av ekar, aspar och granar. 